# Castillo de Morata de Jiloca
El castillo de Morata de Jiloca era un castillo refugio construido en el siglo XIV ubicado el municipio zaragozano de Morata de Jiloca, en lo alto de un cerro, sobre la población.

## Historia
Se sabe de su existencia en el año 1357, ya que durante la guerra de los dos Pedros, los castellanos intentaron tomarlo, sin conseguirlo y quemaron la localidad. sin embargo se desconoce la fecha de su construcción.

## Descripción
Apenas quedan vestigios de lo que debió ser un castillo refugio que se adaptaba a la orografía del altozano donde estaba construido y que se confunden con el terreno. La plataforma mide unos 40 metros en su eje mayor.

## Catalogación
El Castillo de Morata de Jiloca está incluido dentro de la relación de castillos considerados Bienes de Interés Cultural, como zona arqueológica, en virtud de lo dispuesto en la disposición adicional segunda de la Ley 3/1999, de 10 de marzo, del Patrimonio Cultural Aragonés. Este listado fue publicado en el Boletín Oficial de Aragón del día 22 de mayo de 2006.